# Ondřej Švejdík
Ondřej Švejdík (født 3. december 1982 i Opava) er en tjekkisk fodboldspiller som i øjeblikket spiller for FK Viktoria Žižkov. Han har tidligere spillet for blandt andet AZ Alkmaar og FC Groningen.